# Ференц Краус
Ференц Краус (17 травня 1962 , Mórd ) — фізик угорського походження, який спільно з групою вчених вперше згенерував і виміряв перший аттосекундний світловий імпульс і використав його для спостереження за поведінкою електронів в атомах, давши тим самим народження новій галузі фізики — аттофізики. Лауреат Нобелівської премії з фізики за 2023 рік (спільно з П'єром Агостіні та Анн Л'Юйє).

## Наукова діяльність
Краус вивчав фізику в Університеті Етвеша Лоранда, а також електротехніку у Будапештському технічному університеті.
Пройшовши підготовку у Віденському технічному університеті, здобув звання професора.
В 2003 році його призначили директором Інституту квантової оптики товариства Макса Планка у Гархінгу, Німеччина, а вже в 2004 став завідувачем кафедри експериментальної фізики в Університеті Людвіга Максиміліана у Мюнхені.
В 2006 році Краус став співзасновником Центру сучасної фотоніки у Мюнхені (MAP) і працював там як один з керівників.

## Дослідження
Ференц Краус та його наукова команда першими у світі створили та виміряли світловий імпульс тривалістю менше однієї фемтосекунди.
Вчені стали використовувати ці аттосекундні світлові імпульси для спостереження за рухом електронів як реального часу.
Завдяки цьому з'явилася нова галузь фізики — аттофізика.
Роботи у цьому напрямку були розпочаті Ференцем Краусом та його командою ще в 1990-х, коли були застосовані абсолютно нові методи дослідження технології фемтосекундного лазера.
Метою цих досліджень було створення надкоротких світлових імпульсів, які вивели вивчення атомів на принципово новий рівень.
Головною умовою для генерування таких коротких імпульсів є високоточний контроль затримки ІЧ-імпульсів щодо УФ-імпульсів.
Спеціальний надчутливий детектор дозволяє контролювати такі процеси на атомному рівні.
В 2001 році Ференц Краус та працююча з ним група вчених вперше змогли не тільки згенерувати, але й виміряти аттосекундні світлові імпульси за допомогою інтенсивних лазерних імпульсів, що складалися з одного або двох циклів хвилі.
Це незабаром дозволило їм відстежити пересування електронів як реального часу.
Можливість контролювати форму хвилі фемтосекундного імпульсу, продемонстрована Ференцем Краусом і його командою, а також можливість відновлювати ці імпульси, що з'явилася в результаті цього, привели до створення спеціального вимірювального обладнання, яке б дозволяло відстежувати всі ці процеси.
Все це послужило базисом для створення нової галузі фізики.
За останні кілька років Ференцу Краусу та його команді вчених вдалося розробити та суттєво вдосконалити необхідне для проведення досліджень надчутливе обладнання, що дозволяє стежити за поведінкою атомів та електронів.
Так, саме завдяки цьому обладнанню вдалося в реальному часі спостерігати такі процеси, як створення тунельного ефекту в результаті деформації електростатичного поля, перенесення носіїв заряду, когерентне ЕУФ випромінювання, фотоемісія, що запізнюється, рух валентних електронів, а також спостереження за оптичними та електричними властивостями діелектриків.

## Нагороди та визнання
- 1994: Премія Фріца Кольрауша[de] Австрійського фізичного товариства
- 1996: Премія Старт[en]
- 1998: Премія Карла Цайса
- 2002: премія Вітгенштейна[de][9]
- 2003: іноземний член-кореспондент Австрійської академії наук[10],
- 2003: Премія Юліуса Шпрінгера з прикладної фізики[de]
- 2006: Премія Лейбніца
- 2006: Премія з квантової електроніки IEEE[de]
- 2006: Меморіальна лекція Манне Сігбана
- 2006: Медаль прогресу
- 2007: іноземний член Угорської академії наук[11],
- 2009: член Оптичного товариства Америки (OSA)[12]
- 2011: Орден «За заслуги перед Федеративною Республікою Німеччина»
- 2011: іноземний член Російської академії наук[13].
- 2012: Член Європейської Академії
- 2013: Міжнародна премія короля Фейсала
- 2013: Премія Отто Гана
- 2016: Член «Леопольдини»[14],
- 2022: Премія Вольфа з фізики спільно з Анн Л'Юйє[15]
- 2022: BBVA Foundation Frontiers of Knowledge Awards[16]
- 2023: Нобелівська премія з фізики[17]